# Melozzo da Forlì

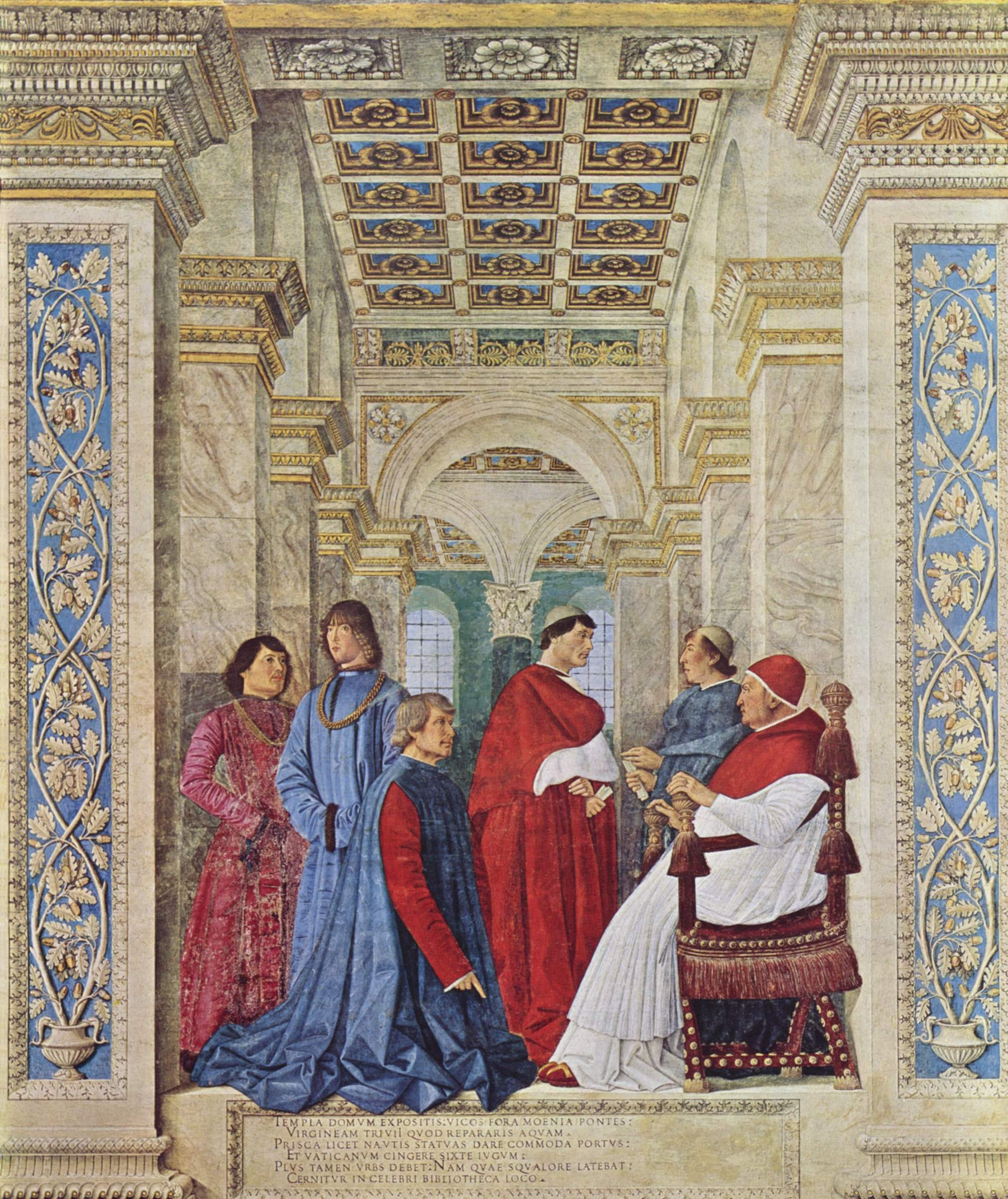
Sixto IV nombra a Bartolomeo Platina prefecto de la Biblioteca Vaticana, fresco de hacia 1477, en los Museos Vaticanos.

Michelozzo degli Ambrogi, más conocido como Melozzo da Forlí (Forlì, 1438 - 1494) fue un pintor renacentista italiano perteneciente a la escuela de Urbino, famoso por sus pinturas de ángeles músicos y su uso de la perspectiva.

## Biografía
No se conoce mucho sobre su formación y sus maestros, pero se supone que se formó con Ansuino da Forlì. Se sabe que fue admirador de Piero della Francesca (quien influyó notablemente el estilo de Melozzo), cuyas obras estudió en la corte de Urbino, donde comenzó su carrera como pintor.
Tras este período de formación se trasladó a Roma. No se conoce con certeza si el traslado ocurrió en 1475, como muchos estudiosos suponen, o en 1464. De haber llegado a Roma en 1464, se presume que trabajó en la iglesia de San Marcos.
Ya en Roma, Sixto IV le empleó como pictor papalis, junto con otros artistas, en la decoración de la Biblioteca Vaticana, y así Melozzo realizó en 1477 su obra maestra: el fresco Sixto IV nombrando a Platina prefecto de la Biblioteca Vaticana. En 1468 Melozzo fue uno de los miembros originales de la academia fundada por Sixto IV a fin de unir a los principales artistas que trabajaban en la ciudad.
En 1480 terminó los frescos del ábside de la iglesia de los Santos Apóstoles, encomendados por Pietro Riario, y abandona Roma (en la que llevó al escorzo a su máxima expresión y empleó una perspectiva de "sotto in sú" tomada de Mantegna) para trasladarse a Loreto, donde decoró en 1484 la cúpula de la Capilla del Tesoro y retomó su afición hacia la perspectiva arquitectónica.
En 1489 Melozzo volvió a Roma, para retornar más tarde a su ciudad natal, Forlì, donde murió el 8 de noviembre de 1494, tras haber pintado la iglesia de los Capuchinos, que sería destruida en el siglo XVII. 
Sus principales seguidores fueron Marco Palmezzano, Lorenzo da Viterbo y Antoniazzo Romano, pero su estilo influyó notablemente muchos pintores, como Bramante.

## Características de su obra

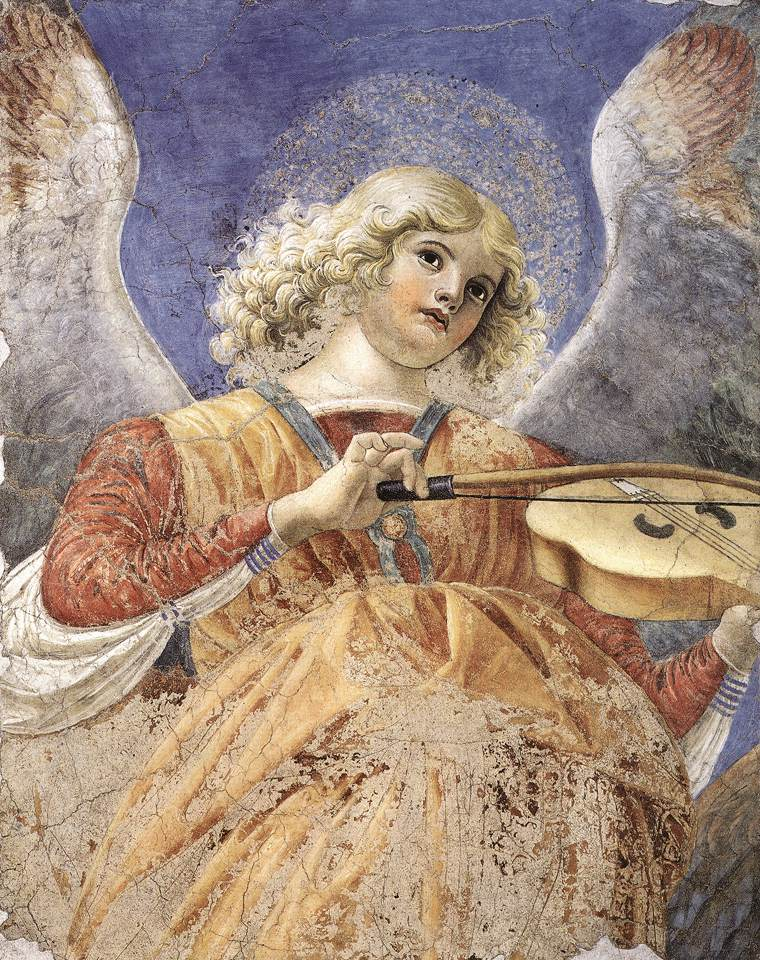
Ángel con violín, 1480, fresco, Museos Vaticanos.

Aunque pocos de los trabajos de Melozzo han sido preservados hasta el momento, las críticas concuerdan en que este pintor contribuyó sensiblemente al progreso del arte. A pesar de no ser un notable colorista, Melozzo realizó un buen manejo de la luz y trató con cuidado las finas y solemnes figuras en sus pinturas, caracterizándose por la amplitud decorativa. Su trabajo tiene cierta semejanza con el de su contemporáneo Andrea Mantegna.